# Gergana Voigt
Gergana Miladinowa-Voigt (* 1970 in Sofia, Bulgarien) ist eine bulgarisch-deutsche Filmeditorin. Sie ist zudem Professorin und Vizepräsidentin für Lehre & künstlerische Projekte an der Filmuniversität Babelsberg.

## Leben
Gergana Voigt ist seit 1995 bei Film und Fernsehen tätig und arbeitete u. a. mit den Regisseuren Ulrich Köhler, Oskar Roehler, Achim von Borries, Maximilian Erlenwein, Angelina Maccarone zusammen. Für ihre Filmmontage an dem Spielfilm Tolle Lage (2000) wurde sie für den „Schnitt-Preis Spielfilm“ nominiert. 2012 erhielt sie eine Nominierung beim Preis der deutschen Filmkritik in der Kategorie Schnitt für ihre Arbeit an Das System – Alles verstehen heißt alles verzeihen.
2013 begann Gergana Voigt eine Vertretungsprofessur im Studiengang Montage an der Filmuniversität Babelsberg, und wurde 2016 als feste Professorin berufen. Inzwischen ist sie auch Vizepräsidentin für Lehre & künstlerische Projekte an der Filmuniversität. Sie ist außerdem Mitglied der Deutschen Filmakademie sowie im Bundesverband Filmschnitt Editor e. V. (BFS).

## Filmografie (Auswahl)
- 1996: Abendbrot (Kurzfilm)
- 2000: Tolle Lage – Regie: Sören Voigt
- 2000: England! – Regie: Achim von Borries
- 2001: Suck My Dick – Regie: Oskar Roehler
- 2002: Bungalow – Regie: Ulrich Köhler
- 2002: Fahr zur Hölle, Schwester! (TV-Spielfilm) – Regie: Oskar Roehler
- 2003: Northern Star – Regie: Felix Randau
- 2003: Identity Kills – Regie: Sören Voigt
- 2004: Cattolica – Regie: Rudolph Jula
- 2004: En Garde – Regie: Ayse Polat
- 2004: Was nützt die Liebe in Gedanken – Regie: Achim von Borries
- 2005: Keller – Teenage Wasteland – Regie: Eva Urthaler
- 2006: Die Könige der Nutzholzgewinnung – Regie: Matthias Keilich
- 2007: Ausgerechnet Bulgarien (Dokumentarfilm) – Regie: Hristo Bakalski
- 2007: Die Anruferin – Regie: Felix Randau
- 2008: Im nächsten Leben – Regie: Marco Mittelstaedt
- 2008: 10 Sekunden – Regie: Nicolai Rohde
- 2009: Schwerkraft – Regie: Maximilian Erlenwein
- 2010: Auf Doktor komm raus (TV-Spielfilm) – Regie: Matthias Keilich
- 2011: Implosion – Regie: Sören Voigt
- 2011: Das System – Alles verstehen heißt alles verzeihen – Regie: Marc Bauder
- 2012: Baron Münchhausen (TV-Spielfilm) – Regie: Andreas Linke
- 2013: Kommissar Stolberg (TV-Serie, 2 Episoden) – Regie: Peter Payer
- 2013: Mordshunger – Verbrechen und andere Delikatessen (TV-Serie, 2 Episoden) – Regie: Marcus Weiler
- 2013: Die Chefin – (TV-Serie, 2 Episoden) – Regie: Züli Aladağ
- 2014: Töchter – Regie: Maria Speth
- 2016: Mängelexemplar – Regie: Laura Lackmann
- 2023: Klandestin – Regie: Angelina Maccarone